# IPod touch (6 поколения)
iPod Touch (6-е поколение) (продаваемый как iPod touch) — это мобильное устройство, разработанное и продаваемое Apple Inc. с пользовательским интерфейсом на основе сенсорного экрана. Это преемник iPod Touch (5-го поколения), став первым крупным обновлением линейки iPod более чем за два с половиной года. Он был выпущен в онлайн-магазине Apple Store 15 июля 2015 года вместе с небольшими обновлениями iPod Nano и iPod Shuffle. Это поколение iPod Touch было официально прекращено Apple 28 мая 2019 года с выпуском его преемника следующего поколения. Он поддерживает iOS до 12.5.7, выпущенную 23 января 2023 года.

## Программное обеспечение
В iPod Touch шестого поколения используется iOS, мобильная операционная система Apple.
Первоначально устройство поставлялось с iOS 8.4, которая была выпущена 30 июня 2015 года вместе со службой потоковой передачи Apple Music. Он может воспроизводить музыку, фильмы, телешоу, аудиокниги и подкасты, а также сортировать свою медиатеку по песням, исполнителям, альбомам, видео, плейлистам, жанрам, композиторам, подкастам, аудиокнигам и сборникам. Прокрутка осуществляется скольжением пальца по экрану. Кроме того, элементы управления гарнитурой можно использовать для приостановки, воспроизведения, пропуска и повтора дорожек. Однако наушники EarPods, поставляемые с iPod touch шестого поколения, не имеют пульта дистанционного управления или микрофона.
iPod Touch шестого поколения поддерживает iOS с 9 по iOS 12. Последняя версия iOS, на которой может работать это устройство, — 12.5.5, которая является обновлением безопасности для iOS 12 только для устройств, которые не могут работать с iOS 13.

## Технические характеристики
На лицевой панели плеера расположен 4-дюймовый дисплей Multi-Touch, а также единственная кнопка Home, расположенная под дисплеем, предназначенная для возврата в главное меню, а также для вызова многозадачности.
На лицевой и задней стороне у iPod touch присутствуют две камеры: основная на 8Мп, и фронтальная на 1,2Мп. В качестве процессора используется 64-битный Apple A8 с пониженной до 1,1Ггц тактовой частотой и сопроцессор Apple M8, отвечающий за датчики устройства, а также 1Гб оперативной памяти.
Для связи с компьютером и для зарядки используется 8-контактный Lightning.
Для связи с интернетом предусмотрено наличие Wi-fi 802.11 (a/b/g/n/ac).

## Возможности фото и видео съёмки
В iPod touch 6 поколения установлена камера iSight с диафрагмой ƒ/2.4. В камере установлен пятилинзовый объектив, гибридный ИК-фильтр. Присутствует возможность панорамной съёмки с разрешением до 43 мегапикселей, серийной съёмки, а также съёмки замедленного slo-mo видео с частотой кадров до 120 кад./с.

## Цвета
iPod touch 6 поколения предлагается в следующих цветовых вариантах:
- Серебристый
- Золотой
- Космический серый
- Розовый
- Голубой
- Красный

## Цена
Стоимость iPod touch 6 поколения в России, по состоянию на июль 2015:
- 16Гб — 14990руб.
- 32Гб — 18490руб.
- 64Гб — 21990руб.
- 128 Гб — 28990руб.

## Аксессуары
iPod touch шестого поколения поставляется с зарядным кабелем Lightning. Эта модель также поставляется с наушниками EarPods без пульта и микрофона. Этот iPod touch совместим с беспроводными наушниками Apple AirPods, которые были анонсированы на специальном мероприятии Apple 7 сентября 2016 года вместе с iPhone 7 и выпущены в конце декабря 2016 года. Он также совместим с наушниками EarPods с разъемом Lightning, выпущенными одновременно. с iPhone 7, и удаленные функции активны.

## Прием
Нейт Ральф из CNET похвалил качество камеры устройства и отметил исключительную производительность iPod Touch, но раскритиковал его за среднее время автономной работы и небольшой дисплей и заявил, что считает его «в значительной степени избыточным» из-за смартфонов и планшетов. Саша Сеган из PCMag также отметил плохое время автономной работы, но заявил, что iPod Touch по-прежнему является лучшим вариантом для тех, кто предпочитает портативный медиаплеер, не требующий интимных отношений с оператором сотовой связи.